# Thierry Omeyer
Thierry Omeyer (Mulhouse, 2 november 1976) is een Franse voormalig handbalkeeper. Zijn laatste professionele wedstrijd was in juni 2019 waar hij uitkwam voor Paris Saint Germain.
Omeyer was sinds 1999 lid van de Franse nationale ploeg, met die ploeg won hij een aantal grote titels: Wereldkampioen (2001, 2009, 2011, 2015 en 2017), Europees kampioen (2006, 2010 en 2014) en Olympisch kampioen (2008 en 2012). Hij stopte in 2017 na 356 interlands gespeeld te hebben.
Hij wordt algemeen beschouwd als een van de beste handbalkeepers. Hij was in 2015 een van de vier doelmannen ooit die door de Internationale Handbalfederatie werd verkozen tot beste speler van de wereld. Omeyer kreeg bij THW Kiel de bijnaam Die Mauer (De Muur).
In januari 2021 werd Omeyer general manager bij Paris Saint Germain.
| Logo van de Olympische Spelen | Goud | Zilver | Brons | Logo van de Olympische Spelen |
|                               | 2    | 0      | 0     |                               |

 Veselin Vujović (1988) ·
 Kang Jae-won (1989) ·
 Magnus Wislander (1990) ·
 Talant Duyshebaev (1994) ·
 Jackson Richardson (1995) ·
 Talant Duyshebaev (1996) ·
 Stéphane Stoecklin (1997) ·
 Daniel Stephan (1998) ·
 Rafael Guijosa (1999) ·
 Dragan Škrbić (2000) ·
 Yoon Kyung-shin (2001) ·
 Bertrand Gille (2002) ·
 Ivano Balić (2003) ·
 Henning Fritz (2004) ·
 Árpád Sterbik (2005) ·
 Ivano Balić (2006) ·
 Nikola Karabatić (2007) ·
 Thierry Omeyer (2008) ·
 Sławomir Szmal (2009) ·
 Filip Jícha (2010) ·
 Mikkel Hansen (2011) ·
 Daniel Narcisse (2012) ·
 Domagoj Duvnjak (2013) ·
 Nikola Karabatić (2014) ·
 Mikkel Hansen (2015) ·
 Nikola Karabatić (2016) ·
 Mikkel Hansen (2018) ·
 Niklas Landin Jacobsen] (2019) ·
 Niklas Landin Jacobsen] (2021)
2. Jérôme Fernandez ·
3. Didier Dinart ·
4. Cédric Burdet ·
5. Guillaume Gille ·
6. Bertrand Gille ·
8. Daniel Narcisse ·
11. Olivier Girault ·
12. Daouda Karaboué ·
13. Nikola Karabatić ·
14. Cristophe Kempe ·
16. Thierry Omeyer ·
18. Joël Abati ·
19. Luc Abalo ·
21. Michaël Guigou ·
26. Cédric Paty ·
Coach: Claude Onesta
2. Jérôme Fernandez ·
3. Didier Dinart ·
4. Xavier Barachet ·
5. Guillaume Gille ·
6. Bertrand Gille ·
8. Daniel Narcisse ·
9. Guillaume Joli ·
11. Samuel Honrubia ·
12. Daouda Karaboué ·
13. Nikola Karabatić ·
16. Thierry Omeyer ·
18. William Accambray ·
19. Luc Abalo ·
20. Cédric Sorhaindo ·
21. Michaël Guigou ·
Coach: Claude Onesta
1. Cyril Dumoulin ·
2. Jérôme Fernandez ·
4. Xavier Barachet ·
7. Igor Anić ·
8. Daniel Narcisse ·
9. Guillaume Joli ·
10. Alix Nyokas ·
11. Samuel Honrubia ·
13. Nikola Karabatić ·
14. Kentin Mahé ·
15. Mathieu Grébille ·
16. Thierry Omeyer ·
18. William Accambray ·
20. Cédric Sorhaindo ·
21. Michaël Guigou ·
22. Luka Karabatić ·
28. Valentin Porte ·
Coach: Claude Onesta
8. Daniel Narcisse ·
12. Vincent Gérard ·
13. Nikola Karabatić ·
14. Kentin Mahé ·
15. Mathieu Grébille ·
16. Thierry Omeyer ·
17. Timothey N'Guessan ·
19. Luc Abalo ·
20. Cédric Sorhaindo ·
21. Michaël Guigou ·
22. Luka Karabatić ·
23. Ludovic Fabregas ·
27. Adrien Dipanda ·
28. Valentin Porte ·
Coach: Claude Onesta